# Diritto industriale
Il Diritto industriale è la branca del diritto che si occupa dei rapporti giuridici inerenti all'attività industriale. L'esatta definizione dell'oggetto di tale settore del diritto è tuttora piuttosto dibattuta in dottrina anche in considerazione dei rapporti con il diritto commerciale.
A differenza del diritto commerciale che evoca un nuovo diritto nato nella civiltà comune italiana a partire dal XII secolo, alle origini del diritto industriale non si colgono “nuove” regole tra di loro integrate che siano risposta ad una modificazione delle istituzioni. Esso evoca una modificazione delle modalità di produzione ma non fu “fonte” di nuova normativa, come accadde con la rivoluzione commerciale.

## Storia
Tra l'800 e il ‘900 in una nota opera enciclopedica (il "Digesto Italiano") la voce Diritto industriale era suddivisa in due settori:
- Diritto industriale pubblico: che si occupa della disciplina dei pesi e delle misure, delle industrie pericolose e delle “coalizioni operaie”;
- Diritto industriale privato: in esso sono trattati temi come la disciplina del rapporto di lavoro, la disciplina della concorrenza, la disciplina dei segni distintivi e la disciplina delle invenzioni, centrata sull'istituto del brevetto.

In questo periodo rimane estranea al diritto industriale la tutela degli interessi degli autori di opere letterarie ed artistiche.
Alla fine del XIX secolo il diritto industriale non include il diritto d'autore ma, una quarantina di anni più tardi, la voce diritto industriale diventa il diritto della concorrenza, dei segni distintivi, delle opere e dell'ingegno, perdendo così il diritto del lavoro e arricchendosi del diritto d'autore. Infatti nell'intervallo tra le due guerre, con il crescere delle norme sul lavoro, si impose una definitiva separazione tra Diritto industriale e il Diritto del lavoro, che ora è una nuova voce presente nel “Digesto Italiano”.
Decisiva in questo periodo fu anche la proposta di Josef Kohler, che suggerì l'impiego di una nuova figura concettuale: il bene immateriale. Di fronte a leggi che accordavano il diritto allo sfruttamento esclusivo di invenzioni ed opere letterarie ed artistiche, Kohler propose di presentare come bene l'invenzione o l'opera, aggettivato poi come immateriale, in maniera da coglierne lo specifico. Il pensare quindi alle invenzioni e alle opere letterarie ed artistiche in chiave di beni anche se immateriali, consentiva di ragionare sui nuovi dati normativi attingendo a strumenti concettuali compendiati in un istituto giuridico vecchio di duemila anni.
Nel secondo dopoguerra fino ai giorni nostri la geometria tematica del diritto industriale risulta molto varia: si riassume all'interno di esso lo studio e l'insegnamento della disciplina dell'azienda, della concorrenza, dei segni distintivi, dei brevetti per invenzione e per modello e delle opere letterarie artistiche e scientifiche.
In epoca contemporanea si studiano altresì i principi inerenti al diritto delle nuove tecnologie.

## Privative industriali
Le privative industriali sono quegli strumenti che la legge mette a disposizione a tutela della “proprietà intellettuale” permettendo di sfruttare a pieno sul mercato le nuove idee. Qui industria va letto in senso ampio, non solo come produzione manifatturiera.
A seconda del bene che si desidera proteggere, esistono differenti privative:
- Il Brevetto: protegge le invenzioni nuove ed originali di un prodotto o di un procedimento atto ad essere applicato in campo industriale. La durata prevista è di 20 anni ed inizia dal momento in cui viene presentata la domanda negli appositi uffici.
- Il Marchio: rappresenta una nuova parola, figura o segno atto a distinguere prodotti o merci al fine di identificarli, individuando l'azienda produttrice; la durata è di 10 anni rinnovabile.
- Il Modello di utilità: protegge i nuovi modelli atti a conferire caratteri di novità, miglioramenti a macchine o parti di esse. La protezione prevista dalla legge è di 10 anni.
- Il Modello o disegno: protegge i nuovi disegni o i modelli che grazie ad una particolare forma, linee, colori o altri elementi permettono di conferire al prodotto stesso un elemento di innovazione. La durata è di 5 anni, rinnovabile per 5 volte.
- La Topografia di un circuito a semiconduttori: protegge una serie di disegni che, rappresentano lo schema tridimensionale di cui si compone un circuito a semiconduttori e tale protezione dura 10 anni.
- Nuova varietà vegetale: protezione prevista per le nuove scoperte nel campo vegetale. La durata della protezione è di 20 anni, elevata a 30 anni per particolari specie e piante.
- Il Diritto d'autore: tutela le opere dell'ingegno di carattere creativo, compresi i programmi per elaboratore. Dopo la morte dell'autore il diritto dura ulteriori 70 anni.

La funzione giuridico-economica di questi istituti è quella di incentivare tutto il settore industriale legato direttamente o indirettamente a questo tipo di attività intellettuali: produzione editoriale, cinematografica, musicale, design, da un lato; ricerca tecnologica, chimica, farmaceutica, dall'altro.
|                                                    | Fonti nazionali        | Fonti comunitarie | Fonti internazionali                                                          |
| Marchi ed altri segni distintivi                   | artt. 7 e ss. c.p.i.   | Direttiva 2008/95/CE | Convenzione di Parigi (1883) artt. 15 e ss. TRIPs                             |
| Indicazioni geografiche e denominazioni di origine | artt. 29 e ss. c.p.i.  | REGOLAMENTO (CE) N. 510/2006 DEL CONSIGLIO del 20 marzo 2006                                                                              | artt. 22 e ss. TRIPs                                                          |
| Disegni e modelli                                  | artt. 31 e ss. c.p.i.  | Direttiva 98/71/CE | Convenzione di Parigi (1883) artt. 25 e ss. TRIPs                             |
| Invenzioni                                         | artt. 45 e ss. c.p.i.  | Convenzione di Monaco, 1973 | Convenzione di Parigi (1883) artt. 27 e ss. TRIPs                             |
| Modelli di utilità                                 | artt. 82 e ss. c.p.i.  | | Convenzione di Parigi (1883)                                                  |
| Topografie dei prodotti a semiconduttori           | artt. 87 e ss. c.p.i.  | Direttiva 87/54/CEE | artt. 35 e ss. TRIPs                                                          |
| Informazioni aziendali riservate                   | artt. 98 e ss. c.p.i.  | | artt. 39 e ss. TRIPs                                                          |
| Nuove varietà vegetali                             | artt. 100 e ss. c.p.i. | |                                                                               |
| Invenzioni biotecnologiche                         | D.L. 3/2006            | Direttiva 98/44/CE |                                                                               |
| Diritto d'autore                                   | L. 633/1941            | Direttiva n. 2006/116/CE Direttiva n. 2001/29/CE Direttiva n. 2001/84/CE Direttiva n. 96/9/CE Direttiva 93/83/CEE Direttiva n. 2009/24/CE | Convenzione di Berna (1886) art. 9 e ss. TRIPs Trattato WIPO di Ginevra, 1996 |
| Diritti connessi al diritto d'autore               | L. 633/1941            | Direttiva n. 2006/116/CE Direttiva n. 2001/29/CE Direttiva 93/83/CEE                                                                      | Convenzione di Roma (1961) art. 9 e ss. TRIPs Trattato WIPO di Ginevra, 1996  |

## Diritti legati all'impresa
Sono i diritti legati al mondo dell'impresa e dell'attività commerciale; presentano i seguenti segni distintivi:
- marchio
- ditta
- insegna
- denominazione sociale
- ragione sociale
- nome a dominio

Questi diritti vengono tutelati dal Codice della proprietà industriale e/o dal Codice Civile.